# Sali Nivica
Sali Nivica (Rexhin, 15 de mayo de 1890 - Scutari, 10 de enero de 1920) fue un periodista político y patriota albanés.
Por su actividad patriótica ha recibido el más alto honor de albanés "Honor de la Nación" y "el maestro del pueblo". Lo mataron en la Scutari por un sicario llamado Kolë Ashiku por encargo de los gobiernos invasores italianos y serbios de la época. Sali Nivica en julio de 1912 fue profesor en la escuela de Durres, donde fue detenido por su anti-otomano y encarcelado en Estambul después de la intervención personal de Ismail Qemali entonces todavía un alto funcionario de la Sublime Puerta, fue liberado de la cárcel. Poco después comenzó a trabajar como profesor de lengua albanesa en la prestigiosa Universidad de Robert College de Estambul. Él era un miembro de la organización nacional de la literatura y de la Comisión de Defensa Nacional de Kosovo hasta su muerte. Sali Nivica fue redactor de El Pueblo albanés patriótico. Durante su liderazgo, el periódico publicó la unida étnico Albania, y la liberación de Kosovo de los serbios.
- Datos: Q1030293
- Multimedia: Sali Nivica / Q1030293